# Bellecourt
Bellecourt is een dorp in de Belgische provincie Henegouwen, en een deelgemeente van de Waalse gemeente Manage.

## Geschiedenis
Op de Ferrariskaart uit de jaren 1770 is de plaats aangeduid als een gehucht Bellecourt.
Bellecourt was een zelfstandige gemeente tot 17 juli 1970 toen het samengevoegd werd met La Hestre. Bij de gemeentelijke herindeling van 1977  werd La Hestre zelf net als Bellecourt een deelgemeente van Manage.

## Bezienswaardigheden
- De Sint-Jan-de-Doperkerk (Église Saint-Jean-Baptiste) is een neoclassicistisch kerkgebouw van 1849. De kerk kwam in de plaats van een oudere kapel waarvan het koor bewaard is gebleven.
- Het Château du Pachy van 1907 met park en de pachthoeve Ferme du Pachy van 1922. Het kasteeltje, gebouwd voor een mijnindustrieel, werd later een verzorgingshuis voor bejaarden.

## Natuur en landschap
Bellecourt ligt in betrekkelijk open gebied maar in de omgeving is veel verstedelijking en infrastructuur. De hoogte aan de kerk bedraagt 162 meter.

## Demografische ontwikkeling
- Bronnen:NIS, Opm:1831 tot en met 1961=volkstellingen

## Nabijgelegen kernen
Fayt-lez-Manage, La Hestre, Morlanwelz-Mariemont, Chapelle-lez-Herlaimont